# Adelaide di Urslingen
Adelaide di Urslingen, nome italianizzato di Alayta von Urslingen Marano (1200 circa – 1267), è stata la prima amante di Federico II di Svevia e la madre di Enzo di Sardegna, Caterina da Marano, ed Emma Ventimiglia.

## Biografia
Sulla sua identità non ci sono molte certezze. Alcuni la identificano con Alayta von Vohburg, nobildonna della famiglia Hohenburg, ma più probabilmente era la figlia di Corrado di Urslingen, conte di Assisi e duca di Spoleto. Il cognome Marano è dovuto alle parentele italiane della famiglia Urslingen. Altre volte è citata come Adelheid Enzio.
La sua relazione con l'imperatore si sviluppò alla fine degli anni dieci del Duecento. Si conobbero presso il castello di Haguenau, nell'odierna Alsazia quando Federico tornò in Germania, poco dopo il suo matrimonio con Costanza d'Aragona. 